# Dalaborg

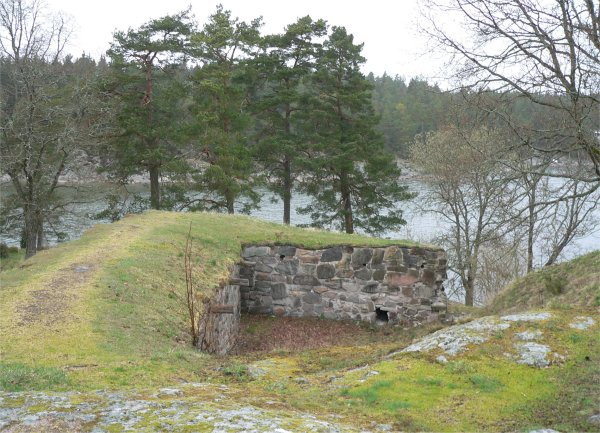
Reste der Dalaborg.

Die Ruine Dalaborg (deutsch: veraltet Dalenburg) ist eine ehemalige, mittelalterliche Festungsanlage auf einer Klippe, die in den Vänern hineinreicht. Sie liegt nahe der schwedischen Stadt Mellerud in der Region Dalsland.

## Geschichte
Der Erikschronik entsprechend wurde Dalaborg 1304 auf Befehl der Herzöge Erik und Waldemar, den Söhnen von Magnus Ladulås, angelegt, die zuvor im Machtkampf mit ihrem Bruder König Birger die Stadt Lödöse niedergebrannt hatten. Im darauffolgenden Winter wurde die Burg von König Birger belagert und ein Friedensvertrag im Frühjahr 1305 geschlossen. Danach wird die Burg zwischen 1309 und 1367 für mehr als 50 Jahre nicht mehr in den Quellen erwähnt, sodass sie in dieser Zeit als verlassen angesehen wird.
Spätestens im Jahre 1388 wurde Dalaborg wieder genutzt, da hier Königin Margarethe, Regentin über Norwegen und Dänemark, in diesem Jahr auch als Herrscherin über Schweden anerkannt wurde. Dalaborg wurde während des Engelbrektaufstands 1434 belagert und anschließend in Brand gesteckt. Danach wird die Burg nicht wieder erwähnt.

## Bauwerk
Dalaborg wurde in den Jahren 1938–39 untersucht. Erhalten sind Wallgraben, Wälle, eine Terrasse und die Reste eines Steinhauses. Das Erdgeschoss des Hauptgebäudes nutzte im Süden und Osten die Gegebenheiten des Geländes aus, sodass im Norden und Westen ein L-förmiger Riegel aus Naturstein errichtet wurde, um das Geschoss zu vervollständigen. Die Mauern sind vier Meter dick und in voller Höhe von dreieinhalb Metern erhalten. Ursprünglich waren sie verputzt gewesen, jedoch ist dies heute nicht mehr sichtbar. Auf dem steinernen Unterbau wurde ein hölzerner Aufbau errichtet, der ebenfalls nicht mehr erhalten ist. Zeugen hiervon sind die Balkenlöcher in den Mauern. Etwa 30 Meter westlich des Hauptgebäudes befindet sich ein Plateau, das von einem Sandwall begrenzt wird. Daran angrenzend verläuft ein Wallgraben mit aufgeschüttem Wall, der in die zweite Hälfte des 14. Jahrhunderts datiert wurde.
Ein Modell des Schlosses Dalaborg vor der Zerstörung befindet sich im Museum von Mellerud.